# 蒙德马拉斯特
蒙德马拉斯特（法語：Mont-de-Marrast，法語發音：[mɔ̃ də maʁast]）是法国热尔省的一个市镇，属于米朗德区。

## 地理
蒙德马拉斯特（43°23'0"N, 0°21'34"E）面积7 平方千米，位于法国奧克西塔尼大區热尔省，该省份为法国西南部内陆省份，北起顺时针与洛特-加龙省、塔恩-加龙省、上加龙省、上比利牛斯省、大西洋比利牛斯省和朗德省接壤。
与蒙德马拉斯特接壤的市镇（或旧市镇、城区）包括：巴尔屈尼昂、马纳斯-巴斯塔努斯、蒙托、萨代扬、圣多德、萨拉居藏。
蒙德马拉斯特的时区为UTC+01:00、UTC+02:00（夏令时）。

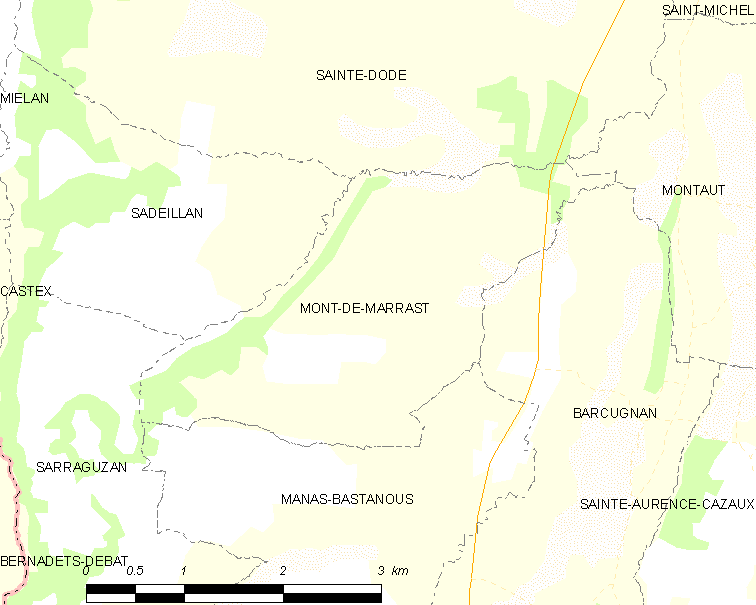
蒙德马拉斯特的OSM定位图

## 行政
蒙德马拉斯特的邮政编码为32170，INSEE市镇编码为32281。

## 政治
蒙德马拉斯特所属的省级选区为米朗德-阿斯塔拉克县。

## 人口

1962-2008年间蒙德马拉斯特人口变化图示

蒙德马拉斯特于2022年1月1日时的人口数量为106人。